# Saint-Michel (Aisne)
Saint-Michel es una comuna francesa situada en el departamento de Aisne, de la región de Alta Francia.
Los habitantes se llaman Saint-Michelois.

## Geografía
Está ubicada al noreste del departamento, a 18 km de Vervins, a orillas del río Oise. Está fronteriza con Bélgica.

## Demografía
| 4 502 | 4 342 | 4 155 | 4 044 | 3 783 | 3 476 656 | 3 522 | 3 476 |
| Para los censos de 1962 a 1999 la población legal corresponde a la población sin duplicidades (Fuente: INSEE [Consultar]) |       |       |       |       |           |       |       |

## Cultura y patrimonio
La abadía de Saint-Michel,  de origen medieval, se encuentra en la comuna. 